# Vivi Markussen
Vivi Markussen (født 24. oktober 1939 i Aalborg, død 22. december 2010) var en dansk atlet. I sit civile liv var hun kontorfuldmægtig i Lyngby-Taarbæk Kommune.
Vivi Markussen var medlem af Aalborg FF (-1958), IFK Aalborg (1959-1960), Hvidovre IF (1961), Frederiksberg IF (1962-1971) og gjorde comeback i Trongårdens IF (1978-1979)
Vivi Markussen slog igennem som 16-årig med at vinde DM på Århus Stadion 1956 på både 100 og 200 meter. Hun deltog som 19-årig i EM på Stockholm Stadion 1958 på 100 og 200 meter, og året efter deltog hun på 100 meter ved OL 1960 i Rom, hvor hun blev slået ud i kvartfinalen med tiden 12,4 efter 12,2 i indledende heat.
Hun vandt 12 individuelle danske mesterskaber og 14 i stafet og hold i perioden 1956-1971. Syv år efter gjorde hun comeback i Trongårdens IF og vandt to individuelle DM-medaljer, to guld på 4 x 100 meter og guld i hold DM 1979 (Danmarksturneringen). Samme år vandt hun to sølvmedaljer på 100 og 200 meter ved veteran-VM i Hannover.
I Helsingør brød Vivi Markussen den 5. juli 1959 som den første danske kvinde grænsen på 12 sekunder på 100 meter, da hun løb i tiden 11,6, ligesom hun året efter under kvindelandskampen mod Norge på Bislett Stadion i Oslo med 24,9 på 200 meter kunne sprænge endnu en grænse.
Hun var dagen før med til at sætte den danske rekord på 4 x 100 meter stafet. Rekordholdet bestod af Lone Hadrup, Bodil Nørgaard, Anne-Lise Olsen og Vivi Markussen, der løb i den nævnte rækkefølge. Den nye rekordtid 47,9 sek var forbedring på godt to sekunder af den hidtidige rekord, som var sat under olympiaden i London i 1948.
I 1971 satte hun sammen med Alice Wiese, Inge Voigt og Marianne Flytting dansk rekord på 4 x 100 meter med tiden 47,3.
I slutningen af 1970'erne gjorde hun comeback for Trongården IF, for hvem hun ved DM på Glostrup Stadion i 1980 satte en sidste dansk rekord som sidste tur på klubbens 4 x 100 meter-hold med tiden 47,04 sekunder. Da var hun fyldt 40.
Vivi Markussen døde af kræft den 22. december 2010. Hun blev 71 år.

## Internationale mesterskaber
- 1960 OL 100 meter 12.2/12,4
- 1958 EM 100 meter 12.5
- 1958 EM 200 meter 25.4

## Danske mesterskaber
| Trongårdens IF - Sølv 1979 200 meter 25,23 - Guld 1979 4 x 100 meter 47.26 - Guld 1979 Danmarksturneringen - Bronze 1978 100 meter 12,60 - Guld 1978 4 x 100 meter 48.46 - Sølv 1978 Danmarksturneringen | Frederiksberg IF - Guld 1971 4 x 100 meter 49.5 - Guld 1971 Danmarksturneringen - Guld 1970 Danmarksturneringen - Sølv 1969 4 x 100 meter 49.3 - Guld 1969 Danmarksturneringen - Sølv 1968 4 x 100 meter 47.3 - Guld 1968 Danmarksturneringen - Bronze 1966 Længdespring 5,45 - Guld 1966 4 x 100 meter 49,3 - Guld 1964 100 meter 12,0 - Guld 1964 200 meter 25,5 - Guld 1964 4 x 100 meter 49,9 - Sølv 1963 100 meter 12,3 - Sølv 1963 200 meter 25,3 - Bronze 1962 100 meter 12,3 - Guld 1962 4 x 100 meter 50,5 | Hvidovre IF - Guld 1961 100 meter 12,0 - Guld 1961 200 meter 25,2 - Guld 1961 4 x 100 meter 50,8 | IFK Alborg - Guld 1960 100 meter 12,6 - Guld 1960 200 meter 25,5 - Guld 1960 4 x 100 meter 50,7 - Guld 1959 100 meter 12,0 - Guld 1959 200 meter 25,5 | Alborg FF - Guld 1958 100 meter 12,3 - Guld 1958 200 meter 25,5 - Guld 1958 4 x 100 meter 51,8 - Sølv 1957 100 meter 12,8 - Sølv 1957 200 meter 26,5 - Guld 1956 100 meter 12,9 - Guld 1956 200 meter 26,2 Danske ungdomsmesterskaber 17/18-årige - Guld 1957 100 meter 12,4 |

## Personlig rekord
- 100 meter: 11.6 (+1.9) Helsingør 5.juli 1959
- 200 meter: 24,9 Bislett Stadion, Oslo 21.juni 1960